# Rollergirl
Rollergirl, właśc. Nicole Safft (ur. 19 listopada 1975 w Lünen) – niemiecka piosenkarka muzyki eurodance.
Kariera wokalistki zaczęła się w 1999. W tymże roku wydała swój pierwszy album pod nazwą Now i'm singin and the party keeps on rolling, a także dwa single z tej płyty. Pierwszym był "Luv U Moree" (cover piosenki zespołu Sunscreem). Drugim singlem był cover piosenki Madonny "Dear Jessie". W 2000 wokalistka wydała trzy single, m.in. "Eternal Flame" będący coverem utworu zespołu Bangles. W 2002 zakończyła karierę, wyszła za mąż za muzyka Alexa Christensena.

## Dyskografia
Albumy
- 1999 – Now I'm Singin' And the Party Keeps on Rollin'

Single
- 1999 – "Luv U More"
- 1999 – "Dear Jessie"
- 2000 – "Superstar"
- 2000 – "Eternal Flame"
- 2000 – "You Make Me Feel Like Dancing"
- 2001 – "Close to You"
- 2002 – "Geisha Dreams"